# Gibberulus gibberulus
Strombe bossu
Pour les articles homonymes, voir Bossu (homonymie).
Espèce
Gibberulus gibberulus est une espèce de mollusques gastéropodes marins de la famille des Strombidae. Il est également connu sous le nom de Strombe bossu.

## Caractéristiques
- Taille maximale : 5 cm.
- Répartition : Océan Indien.

## Liste des sous-espèces
Selon World Register of Marine Species (14 décembre 2014) :
- sous-espèce Gibberulus gibberulus albus (Mörch, 1850)
- sous-espèce Gibberulus gibberulus gibberulus (Linnaeus, 1758)
- sous-espèce Gibberulus gibberulus gibbosus (Röding, 1798)

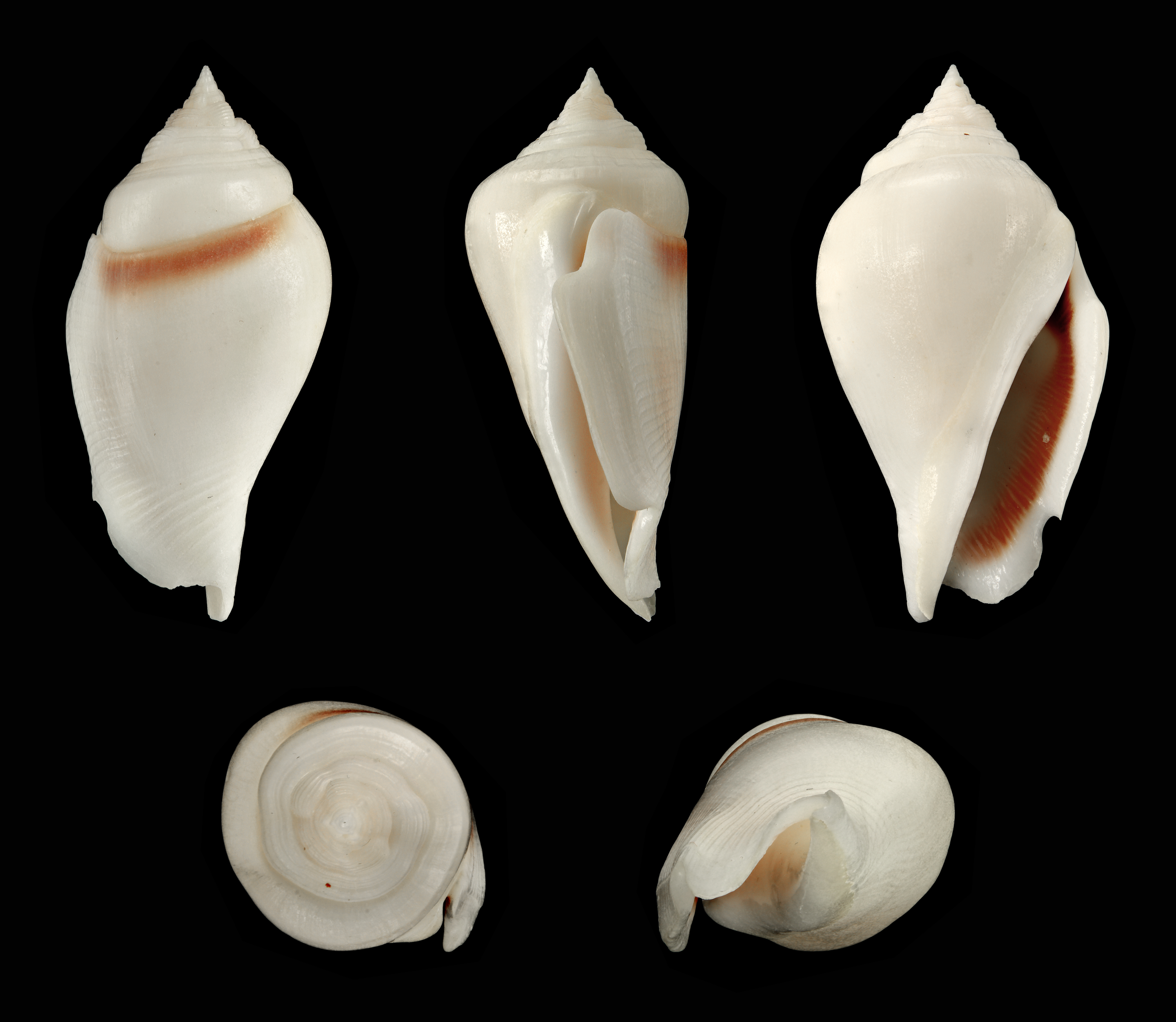
Gibberulus gibberulus albus
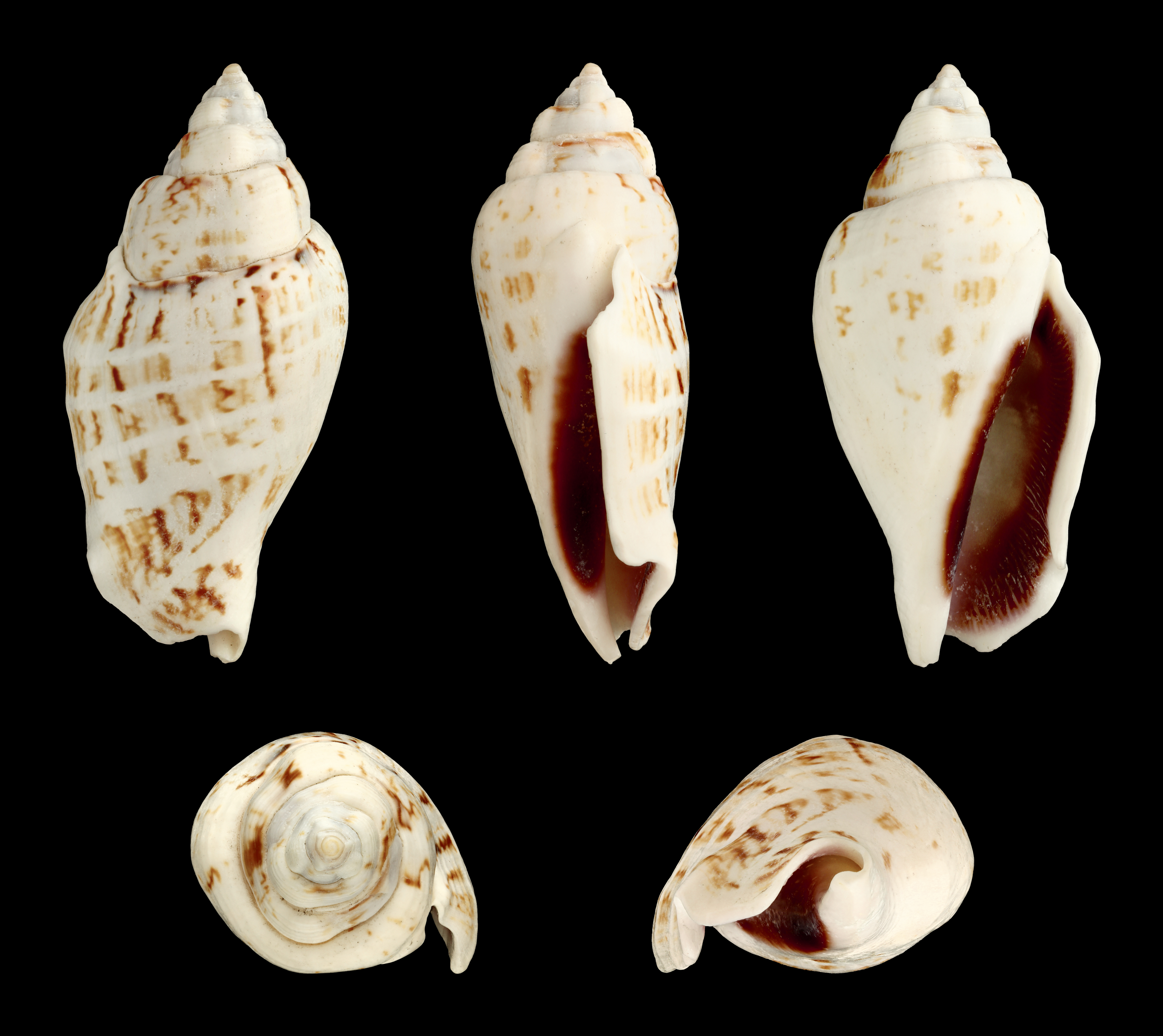
Gibberulus gibberulus gibbosus